# Маккінлі-Парк (Аляска)
Маккінлі-Парк (англ. McKinley Park) — переписна місцевість (CDP) в США, в окрузі Деналі штату Аляска. Населення — 163 особи (2020).

## Географія
Маккінлі-Парк розташоване за координатами 63°34′22″ пн. ш. 148°40′24″ зх. д. / 63.57278° пн. ш. 148.67333° зх. д. (63.572870, -148.673450).  За даними Бюро перепису населення США в 2010 році переписна місцевість мала площу 457,23 км², з яких 456,60 км² — суходіл та 0,62 км² — водойми.

### Клімат
| Клімат : Маккінлі-Парк                   | Клімат : Маккінлі-Парк | Клімат : Маккінлі-Парк | Клімат : Маккінлі-Парк | Клімат : Маккінлі-Парк | Клімат : Маккінлі-Парк | Клімат : Маккінлі-Парк | Клімат : Маккінлі-Парк | Клімат : Маккінлі-Парк | Клімат : Маккінлі-Парк | Клімат : Маккінлі-Парк | Клімат : Маккінлі-Парк | Клімат : Маккінлі-Парк | Клімат : Маккінлі-Парк |
| Показник                                 | Січ.                   | Лют.                   | Бер.                   | Квіт.                  | Трав.                  | Черв.                  | Лип.                   | Серп.                  | Вер.                   | Жовт.                  | Лист.                  | Груд.                  | Рік                    |
| Середній максимум, °C                    | −12,7                  | −8,7                   | −4                     | 3,8                    | 12,0                   | 17,9                   | 19,1                   | 16,3                   | 10,4                   | 0,2                    | −8,2                   | −11,6                  | 2,9                    |
| Середній мінімум, °C                     | −22,1                  | −20,1                  | −17,6                  | −9                     | −1,2                   | 4,3                    | 6,3                    | 4,4                    | −0,8                   | −9,7                   | −17,3                  | −20,9                  | −8,6                   |
| Норма опадів, мм                         | 17                     | 15                     | 12                     | 9                      | 20                     | 59                     | 80                     | 65                     | 39                     | 23                     | 21                     | 23                     | 384                    |
| ---------------------------------------- | ---------------------- | ---------------------- | ---------------------- | ---------------------- | ---------------------- | ---------------------- | ---------------------- | ---------------------- | ---------------------- | ---------------------- | ---------------------- | ---------------------- | ---------------------- |
| Джерело: Western Regional Climate Center |                        |                        |                        |                        |                        |                        |                        |                        |                        |                        |                        |                        |                        |

## Демографія
Згідно з переписом 2010 року, у переписній місцевості мешкало 185 осіб у 109 домогосподарствах у складі 38 родин. Густота населення становила 0 осіб/км².  Було 422 помешкання (1/км²).
Расовий склад населення:
| - 94,1 % — білих - 0,5 % — азіатів - 2,7 % — осіб інших рас |

До двох чи більше рас належало 2,7 %. Частка іспаномовних становила 3,2 % від усіх жителів.
За віковим діапазоном населення розподілялося таким чином: 11,4 % — особи молодші 18 років, 82,1 % — особи у віці 18—64 років, 6,5 % — особи у віці 65 років та старші. Медіана віку мешканця становила 44,3 року. На 100 осіб жіночої статі у переписній місцевості припадало 120,2 чоловіків;  на 100 жінок у віці від 18 років та старших — 118,7 чоловіків також старших 18 років.
Цивільне працевлаштоване населення становило 471 особа. Основні галузі зайнятості: мистецтво, розваги та відпочинок — 79,8 %, освіта, охорона здоров'я та соціальна допомога — 7,0 %, публічна адміністрація — 3,4 %, роздрібна торгівля — 2,5 %.